# NWF世界ヘビー級王座
NWF世界ヘビー級王座は、NWFおよび新日本プロレスの管理下で運営されていた王座。

## 歴史
1970年、ニューヨーク州バッファローおよびオハイオ州クリーブランドを拠点としていたNWFのフラッグシップタイトルとして創設された。王座戦は主にアップステート・ニューヨークやカナダを含む五大湖エリアで展開されていたが、王者のジョニー・パワーズが新日本プロレスに招聘され日本のサーキットに参加。パワーズは最終的に1973年のアントニオ猪木戦でタイトルを失い、王座は新日本の管理下となる。
猪木はタイガー・ジェット・シン、アーニー・ラッド、ルー・テーズ、アンドレ・ザ・ジャイアント、スタン・ハンセン、ペドロ・モラレス、ジャック・ブリスコ、ダスティ・ローデスなどと防衛戦を展開して王座に注目を集め、全日本プロレスのPWFヘビー級王座、国際プロレスのIWA世界ヘビー級王座に対抗する新日本の看板王座とすると共に、1981年のタイトル封印まで終始タイトル戦線の中心に位置するレスラーとなった。1973年から1981年の間に猪木は4度NWFヘビー級王者として戴冠して、約6ヶ月王座を失っていた時機を除いて王者に居続けた。猪木の4度目の戴冠は、1981年4月17日のハンセンとの防衛戦が無効試合での終了後、王座を保持するという決定によるものであった。その後、猪木は再戦でハンセンを破り、4月23日に王座を取り戻したが、1981年に提唱されたIWGP構想により、試合直後に封印。
その後、新日本のストーリー展開の一環として、2002年8月にNWFヘビー級王座が復活。総合格闘技もこなす藤田和之が、IWGPヘビー級王座に対抗する新しい王座としてNWFヘビー級王座決定トーナメントを開催。トーナメント参加者は藤田、高山善廣、高阪剛、安田忠夫など、総合格闘技のバックグラウンドを持つレスラーであることが発表された。高山は2003年1月4日にトーナメント決勝で高阪を膝蹴りで破り、20年以上ぶりにチャンピオンに君臨。その後、王者となった高山から1年後に中邑真輔がNWF王座を奪い、NWF王座とIWGP王座のタイトルを統一。中邑は2004年1月5日にNWFヘビー級王座を返上することを正式に決定して、その歴史の中で2度目の封印が発表された。

## 歴代王者

### 第1期
| 歴代                                                                       | 選手                       | 戴冠回数 | 防衛回数 | 獲得日付       | 獲得場所 （対戦相手・その他）                                                         |
| -------------------------------------------------------------------------- | -------------------------- | -------- | -------- | -------------- | ------------------------------------------------------------------------------------- |
| 初代                                                                       | ジョニー・パワーズ         | 1        | 不明     | 1970年         | カリフォルニア州ロサンゼルス 王座決定戦でフレッド・ブラッシーを破ったと発表されて戴冠 |
| 創設当初の王座名はNWF世界ヘビー級王座                                      |                            |          |          |                |                                                                                       |
| 第2代                                                                      | ワルドー・フォン・エリック | 1        | 不明     | 1971年11月20日 | オハイオ州クリーブランド                                                              |
| 第3代                                                                      | ドミニク・デヌーチ         | 1        | 不明     | 1971年12月8日  | ニューヨーク州バッファロー                                                            |
| 第4代                                                                      | ワルドー・フォン・エリック | 2        | 不明     | 1972年1月5日   | ニューヨーク州バッファロー                                                            |
| 第5代                                                                      | アーニー・ラッド           | 1        | 不明     | 1972年6月9日   | オハイオ州クリーブランド                                                              |
| 第6代                                                                      | アブドーラ・ザ・ブッチャー | 1        | 不明     | 1972年6月24日  | オハイオ州アクロン                                                                    |
| 第7代                                                                      | ビクター・リベラ           | 1        | 不明     | 1972年9月      | 不明                                                                                  |
| 第8代                                                                      | アブドーラ・ザ・ブッチャー | 2        | 不明     | 1972年10月     | 不明                                                                                  |
| 第9代                                                                      | ジョニー・バレンタイン     | 1        | 不明     | 1972年10月19日 | オハイオ州クリーブランド 1973年1月剥奪                                                |
| 第10代                                                                     | ジャック・ルージョー       | 1        | 不明     | 1973年1月24日  | ニューヨーク州バッファロー ワルドー・フォン・エリック                                 |
| 第11代                                                                     | ジョニー・バレンタイン     | 2        | 不明     | 1973年8月      | 不明                                                                                  |
| 第12代                                                                     | ジョニー・パワーズ         | 2        | 不明     | 1973年10月     | 不明                                                                                  |
| 第13代                                                                     | アントニオ猪木             | 1        | 9        | 1973年12月10日 | 東京体育館 1975年2月12日にタイガー・ジェット・シンとの防衛戦を拒否したため返上        |
| 第14代                                                                     | タイガー・ジェット・シン   | 1        | 2        | 1975年3月13日  | 広島県立体育館 アントニオ猪木                                                         |
| 第15代                                                                     | アントニオ猪木             | 2        | 27       | 1975年6月26日  | 蔵前国技館                                                                            |
| 1976年8月7日にNWA総会で王座名から「世界」が外されてNWFヘビー級王座になる。 |                            |          |          |                |                                                                                       |
| 第16代                                                                     | スタン・ハンセン           | 1        | 0        | 1980年2月8日   | 東京体育館                                                                            |
| 第17代                                                                     | アントニオ猪木             | 3        | 8        | 1980年4月3日   | 蔵前国技館 1981年4月17日にスタン・ハンセンとの防衛戦がノーコンテストのため王座預かり  |
| 第18代                                                                     | アントニオ猪木             | 4        | 0        | 1981年4月23日  | 蔵前国技館 スタン・ハンセン 1981年4月23日にIWGP構想のため封印                         |

### 第2期[3]
| 歴代  | 選手     | 防衛回数 | 獲得日付     | 獲得場所 （対戦相手・その他）                               |
| ----- | -------- | -------- | ------------ | ----------------------------------------------------------- |
| 初代  | 高山善廣 | 7        | 2003年1月4日 | 東京ドーム 高阪剛                                           |
| 第2代 | 中邑真輔 | 0        | 2004年1月4日 | 東京ドーム 2004年1月5日にIWGPヘビー級王座と王座統一して封印 |